# Lagopède des saules
Lagopus lagopus
Espèce
Statut de conservation UICN

 LC  : Préoccupation mineure

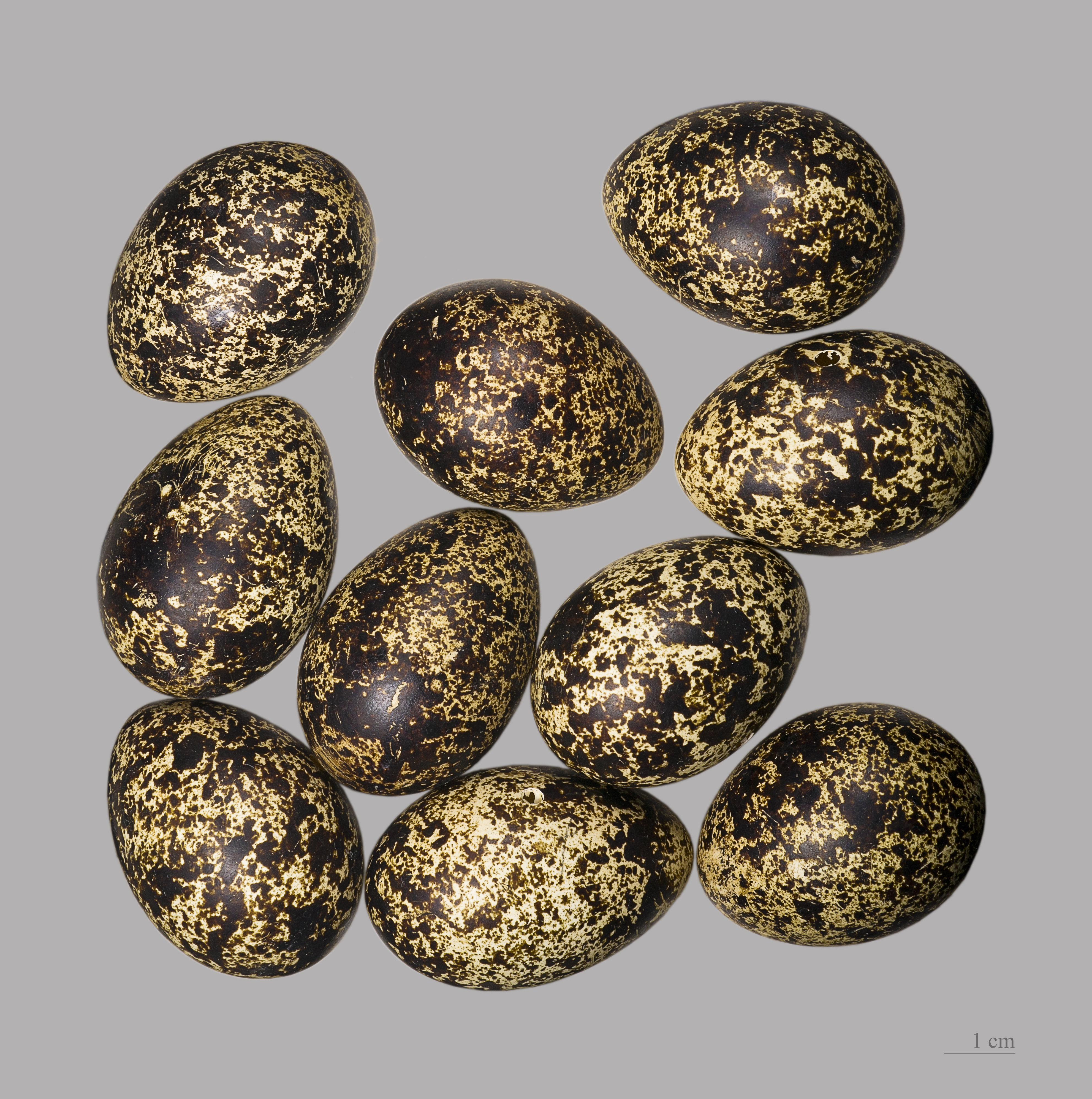
Œufs de Lagopus lagopus lagopus - Muséum de Toulouse

Le Lagopède des saules (Lagopus lagopus), également appelée perdrix blanche, est une espèce d'oiseaux de la famille des Phasianidae.
C'est une espèce sédentaire qui se reproduit dans les forêts de bouleaux et autres forêts et landes du nord de l'Europe, dans la toundra scandinave, en Sibérie, en Alaska et au Canada, en particulier dans les provinces de Terre-Neuve-et-Labrador et du Québec. C'est l'oiseau officiel de l'état d'Alaska.

## Description
Le lagopède des saules est un oiseau de taille moyenne à grande qui vit au sol et le plus abondant parmi les trois espèces de Lagopèdes.

### Mensurations et plumage
Le mâles et la femelle ont à peu près la même taille, les adultes mesurant entre 35 et 44 cm et l'envergure des ailes est entre 60 et 65 cm. Leur poids est de 430 à 810 g. Ils possèdent un cou est assez long, un bec large, des pattes à plumes courtes et une queue modérément courte et arrondie.

En été, le plumage du mâle est brun marbré, avec une teinte rougeâtre au cou et à la poitrine, une queue noire et des ailes et parties inférieures blanches. Il possède deux caroncules discrètes au-dessus des yeux, qui deviennent rouges et proéminentes pendant la saison de reproduction. La femelle est d'apparence similaire, mais dépourvue de caroncules et possède sur le ventre des plumes brunes éparpillées parmi les plumes blanches. En hiver, le plumage des deux sexes devient complètement blanc, à l'exception de quelques plumes noires sur la queue. Les juvéniles ressemblent aux adultes,.

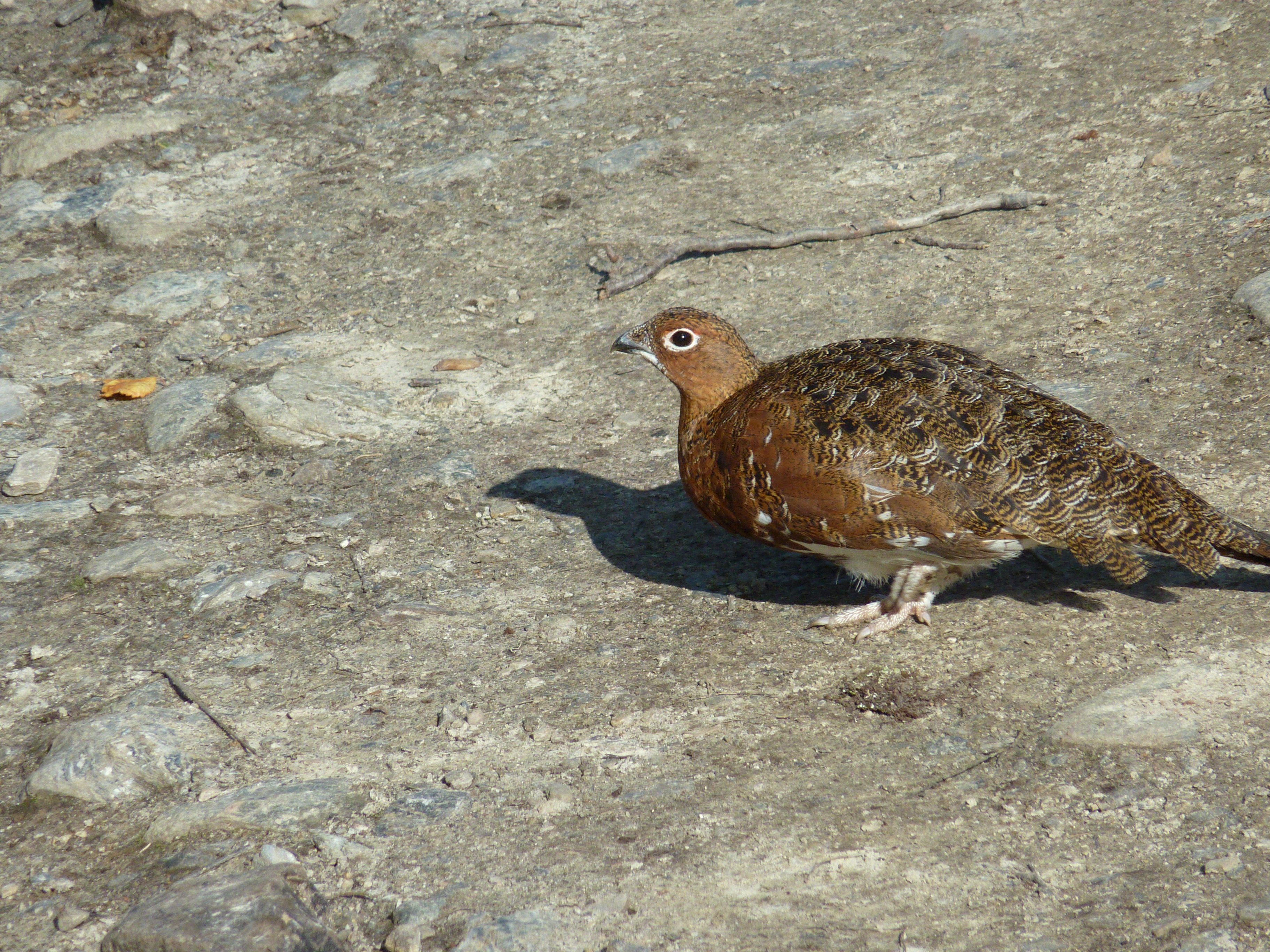
Une femelle lagopède des saules avec son plumage d'été dans le parc national d'Abisko, en Suède.
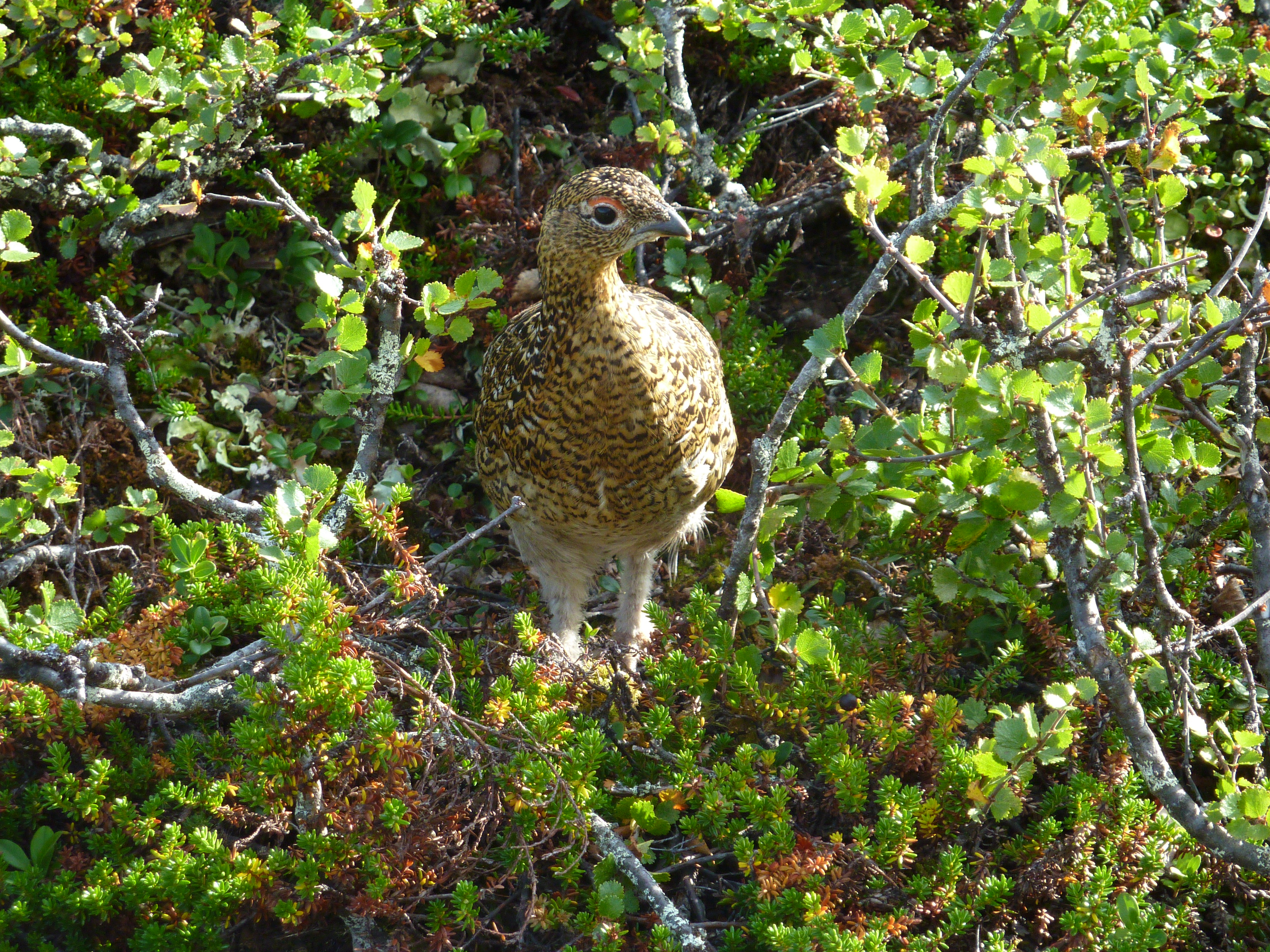
Un mâle lagopède des saules avec son plumage d'été dans le parc national d'Abisko, en Suède.
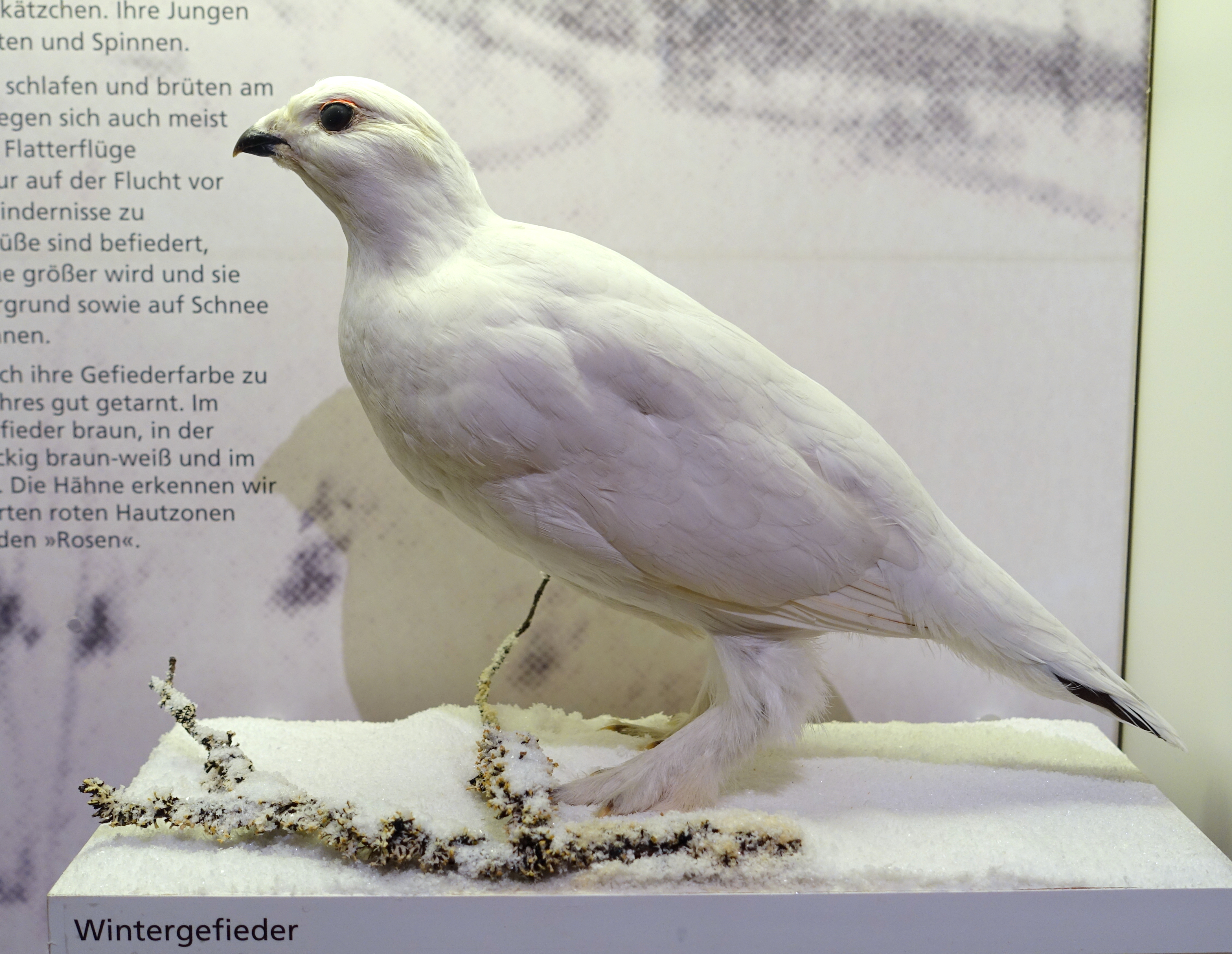
Un lagopède des saules empaillé, avec son plumage d'hiver, exposé au Muséum d'histoire naturelle de Brunswick en Allemagne.

### Espèces similaires
Le lagopède des saules se distingue du lagopède alpin (Lagopus muta) qui lui est étroitement apparenté, par sa taille plus grande et son bec plus épais et par le fait qu'on ne le trouve généralement pas au-dessus de la limite des arbres alors que le lagopède alpin préfère un habitat plus élevé et aride. Son plumage estival est plus brun et, en hiver, le lagopède des saules mâle n'a pas la bande noire que possède le lagopède alpin entre les yeux et le bec.
Le lagopède à queue blanche (Lagopus leucura) d'Amérique du Nord est plus petit, possède une queue blanche et un plumage gris plus finement barré et vit en permanence au-dessus de la limite forestière.

## Écologie et comportement

### Éthologie
Les lagopèdes des saules mâles sont des oiseaux territoriaux. Les mâles arrivent dans les aires de reproduction et établissent leurs territoires en avril et en mai, les protégeant de façon agressive contre les intrus mâles. Lorsque les femelles arrivent quelques semaines plus tard, le mâle effectue des parades nuptiales comprenant des manœuvres aériennes, se pavanant et agitant le croupion. Lorsqu'elle a choisi son compagnon et un site de nidification, la femelle pond une couvée de six à dix œufs dans une dépression peu profonde dans le sol. Le site de nidification se trouve habituellement dans un endroit caché au bord d'une clairière.

### Alimentation

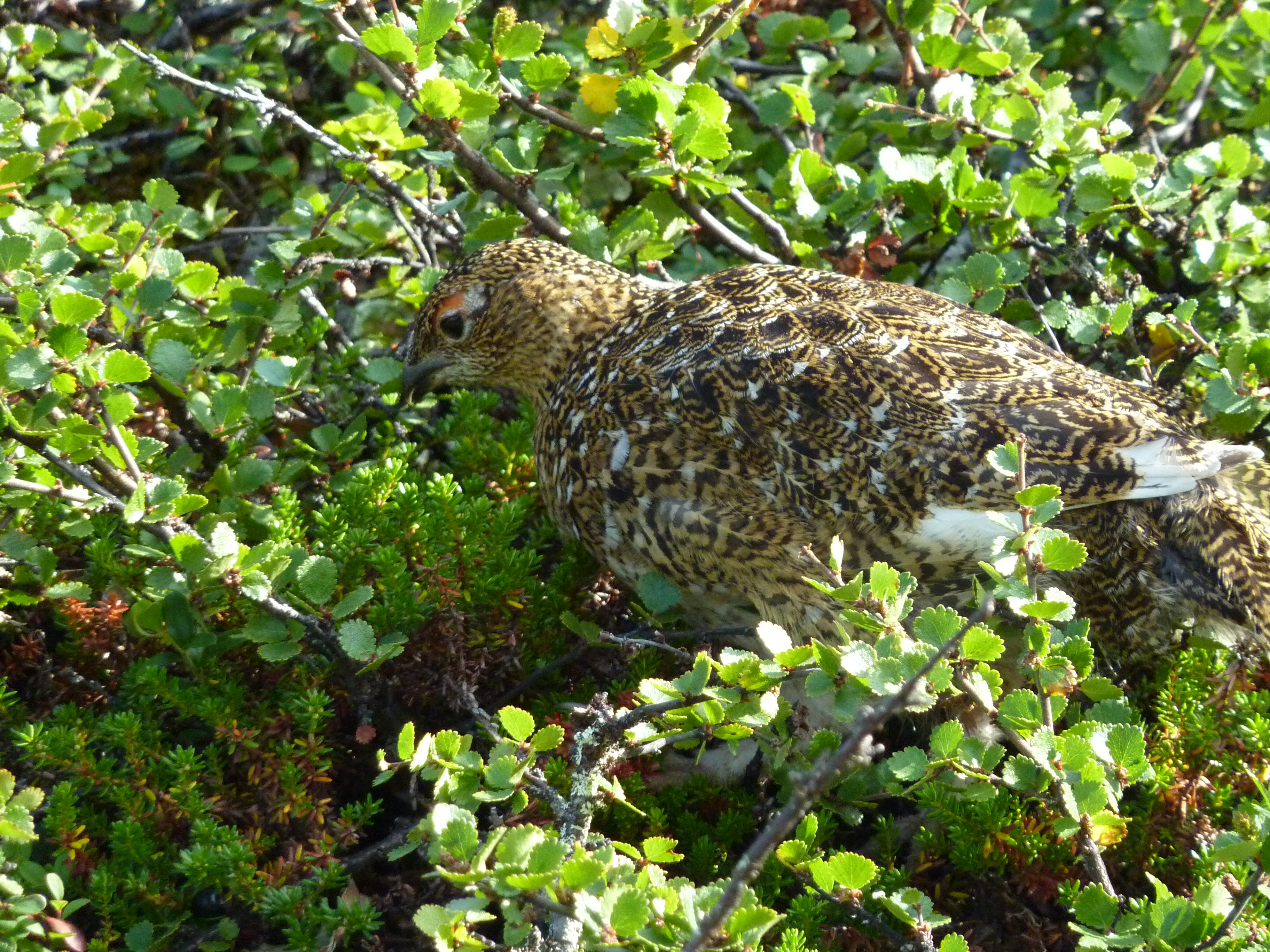
Un lagopède des saules dans le parc national d'Abisko en Suède.

Le lagopède des saules a une alimentation variée et saisonnière. L'oiseau est herbivore pendant la plus grande partie de sa vie et se nourrit de diverses matières végétales. Au stade juvénile, ils peuvent se nourrir d'insectes en raison d'une incapacité à digérer le matériel végétal causée par un cæcum encore peu développé et du besoin de protéines pour leur croissance. En été, leur alimentation est très variée et peut se composer de baies, de fleurs, de feuilles, de brindilles et de graines.

## Aire de répartition et habitat

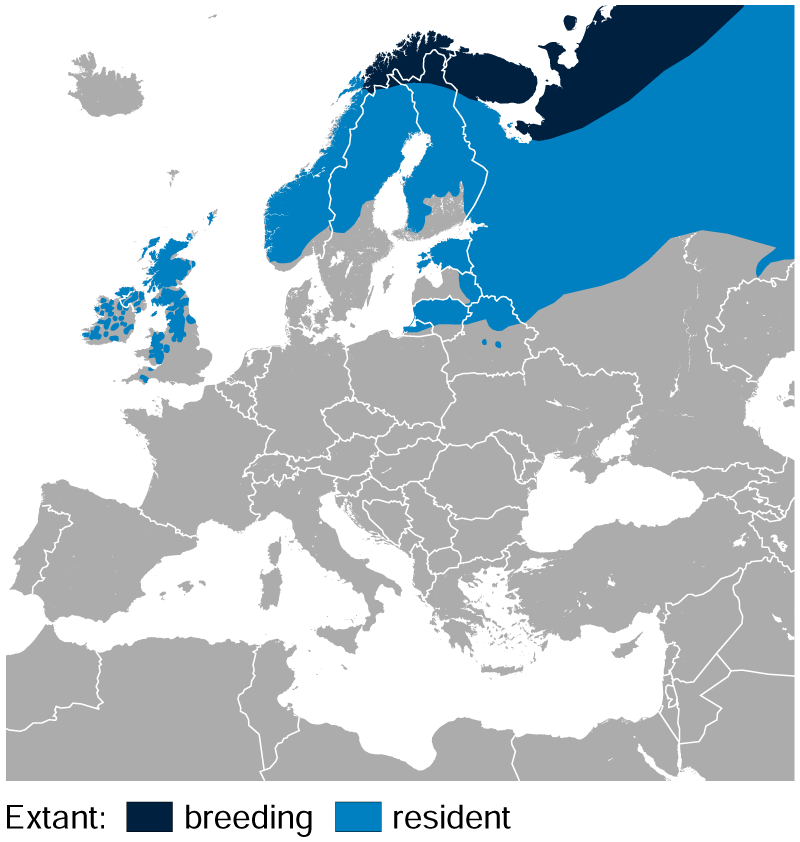
Aire de répartition du lagopède des saules en Europe, avec en bleu foncé la zone de reproduction et en bleu clair la zone d'habitat.

Le lagopède des saules a une aire de répartition circumboréale. il est originaire du Canada et des États-Unis (Alaska), de Chine (Heilongjiang), de Mongolie, de Russie, de Belarus, du Kazakhstan, de Finlande, Norvège, Suède, et Estonie,. Il occupe principalement des milieux subalpins et subarctiques tels que les forêts clairsemées de pins et de bouleaux, les fourrés de saules et d'aulnes, les landes de bruyères, la toundra et les versants montagneux. En hiver, les femelles et les jeunes adultes peuvent se déplacer vers des altitudes plus basses et se réfugier dans des vallées ou dans des zones à végétation plus dense, mais les mâles adultes restent habituellement dans la région subalpine.

## Sous-espèces
Selon le Congrès ornithologique international, cet oiseau est représenté par 15 sous-espèces
| Nom scientifique             | Autorité de description | Année de description | Lieu de reproduction                                                                              |
| ---------------------------- | ----------------------- | -------------------- | ------------------------------------------------------------------------------------------------- |
| Lagopus lagopus variegata    | Salomonsen              | 1936                 | ouest de la Norvège                                                                               |
| Lagopus lagopus lagopus      | Linné                   | 1758                 | Scandinavie, nord de la Russie                                                                    |
| Lagopus lagopus rossica      | Serebrovski             | 1926                 | Pays baltes, Russie centrale                                                                      |
| Lagopus lagopus koreni       | Thayer et Bangs         | 1914                 | Sibérie, Kamtchatka                                                                               |
| Lagopus lagopus maior        | Lorenz T.               | 1904                 | nord du Kazakhstan, sud-ouest de la Sibérie                                                       |
| Lagopus lagopus brevirostris | Hesse                   | 1912                 | de l'est du Kazakhstan au sud-centre de la Sibérie, ouest de la Mongolie                          |
| Lagopus lagopus kozlowae     | Portenko                | 1931                 | nord de la Mongolie, sud de la Sibérie                                                            |
| Lagopus lagopus sserebrowsky | Domaniewski             | 1933                 | nord-est de la Mongolie, sud-est de la Sibérie, nord-est de la Chine                              |
| Lagopus lagopus okadai       | Momiyama                | 1928                 | Sakhaline                                                                                         |
| Lagopus lagopus alascensis   | Swarth                  | 1926                 | Alaska                                                                                            |
| Lagopus lagopus alexandrae   | Grinnell                | 1909                 | Îles Aléoutiennes, Île Kodiak, îles du sud-est de l'Alaska, nord-ouest de la Colombie britannique |
| Lagopus lagopus leucoptera   | Taverner                | 1932                 | Archipel arctique                                                                                 |
| Lagopus lagopus alba         | Gmelin                  | 1789                 | nord du Canada                                                                                    |
| Lagopus lagopus ungavus      | Riley                   | 1911                 | nord-est du Canada                                                                                |
| Lagopus lagopus alleni       | Stejneger               | 1884                 | Terre-Neuve                                                                                       |